# Relações entre Arábia Saudita e Rússia

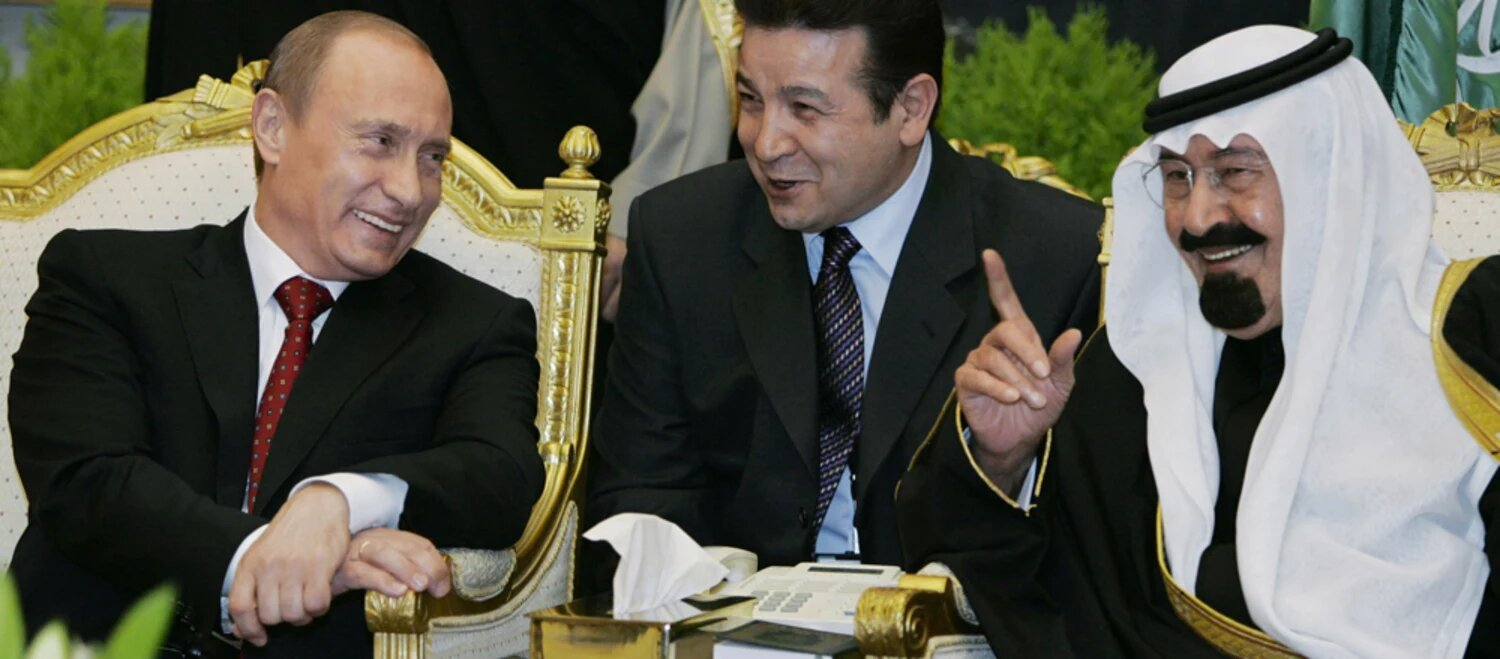
Vladimir Putin e Abdallah da Arábia Saudita.

As relações entre Arábia Saudita e Rússia são as relações diplomáticas estabelecidas entre o Reino da Arábia Saudita e a Federação Russa. Estas relações, que nunca estiveram totalmente em cordialidade, são bastante tensas atualmente.
Os desafios resultantes das atuais revoluções árabes conduziram inevitavelmente a uma maior deterioração no seu relacionamento bilateral. Começou na Líbia, quando Riyadh apoiou incondicionalmente os rebeldes, em sua luta contra o regime de Muammar al-Gaddafi. E continuou na Síria, devido às abordagens completamente diferentes destes dois estados para a solução da crise. Para a Rússia, a Arábia Saudita tornou-se um regime teocrático, que tenta minar a estabilidade regional no Oriente Médio em favor das potências ocidentais, principalmente os Estados Unidos.

## História
A União Soviética foi o primeiro estado não-árabe a reconhecer a Arábia Saudita, em fevereiro de 1926, quando ainda era denominada como Reino do Hejaz. Moscou via a independência da Arábia Saudita como mais um sinal do colapso inevitável dos impérios coloniais. No entanto, as relações diplomáticas foram interrompidas em 1938 por iniciativa de Riyadh, e as relações entre os dois países permaneceram não amigáveis, se não hostis, por um longo tempo. Durante a Guerra Fria, Moscou colocou a sua participação no Oriente Médio em regimes políticos seculares, como o Egito, Síria e Iraque. Sendo um Estado monárquico e teocrático, a Arábia Saudita ficou automaticamente fora da lista de potenciais aliados ou parceiros soviéticos. No entanto, Riyadh considerava o regime comunista como anti-islâmico e incompatível com os valores da Arábia Saudita.